# 旺福
旺福（ワンフー、中国語:旺福）は、台湾のバンドであり、小民とTwiggyによって1998年12月に結成された。
2003年には初のアルバム『旺福同名同姓專輯』（旺福）をインディーズで発売した。その後メジャー・レーベルのフォワード・ミュージック（豐華唱片）に移籍し、2004年には2枚目のアルバム『旺福』（旺福）を発売し、翌年の第16回金曲賞に最優秀バンドとしてノミネートされた。2005年には3枚目のアルバム『旺福誌』（旺福誌）を発売、第17回および第19回の金曲賞にもノミネートされている。
2006年2月に女性ヴォーカルのJudyが離脱し、3月からはMamiが新しいヴォーカルに抜擢された。
ザ・コレクターズ加藤ひさし氏のバックアップにより2006年5月に初来日公演を行い、その後も定期的に来日。そして2013年11月には代々木Zher the ZOOにて初ワンマンライブを行う。また、同氏が手がけた日本語詞曲を含むアルバムの日本語盤もリリースしている。

## メンバー
- 小民: ヴォーカル、ギター
- 瑪靡（Mami）: ヴォーカル、ギター
- 推機（Twiggy）: ヴォーカル、ベース
- 肚皮: ドラム、ヴォーカル

### 元メンバー
- Ringo：バンド団長、在籍中に死去
- 茱蒂（Judy）: ヴォーカル

## アルバム
- 2003年 旺福同名同姓專輯
- 2004年 旺福
- 2005年 旺福誌
- 2007年 青春舞曲(中文版/日文版)
- 2008年 The Wonderful World of Wonfu (日本盤ベスト・アルバム)
- 2009年 旺福愛你(中文版/日文版)
- 2010年 飛向你飛向我
- 2013年  旺得福(中文版/日文版)
- 2015年 阿爸我要當歌星(中文版/日文版)
- 2021年 你好我好大家好

## 関連書籍
- 給女鵝的信：搖滾把拔愛妳一兆年 （姚小民／2015年6月　流行風出版社）